# Villalcampo
Villalcampo é um município da Espanha na província de Zamora, comunidade autónoma de Castela e Leão, de área 64,95 km² com população de 624 habitantes (2004) e densidade populacional de 9,61 hab/km².

## Demografia
| Variação demográfica do município entre 1991 e 2004 | Variação demográfica do município entre 1991 e 2004 | Variação demográfica do município entre 1991 e 2004 | Variação demográfica do município entre 1991 e 2004 |
| --------------------------------------------------- | --------------------------------------------------- | --------------------------------------------------- | --------------------------------------------------- |
| 1991                                                | 1996                                                | 2001                                                | 2004                                                |
| 796                                                 | 755                                                 | 622                                                 | 624                                                 |